# Arnold Schwarzenegger
Arnold Alois Schwarzenegger, avstrijsko-ameriški bodibilder, filmski igralec in 38. guverner Kalifornije (od novembra 2003 do januarja 2011), * 30. julij 1947, Thal pri Gradcu, Avstrija.
V lasti ima največje število zmag na najpomembnejših tekmovanjih bodibildinga v celotni zgodovini. 14 (1 Mister Europa Junior, 1 Mister Svet, 7 Mister Olympia, in 5 Mister Universe). Arnold je nastopil kot glavni lik v enem izmed prvih filmov o bodibildingu Pumping iron skupaj z Louom Ferrignom in Francom Columbuom.

## Najbolj znani filmi
| Leto | Naslov                       | Vloga                                    |
| ---- | ---------------------------- | ---------------------------------------- |
| 1982 | Konan Barbar                 | Konan                                    |
| 1984 | Konan uničevalec             | Konan                                    |
| 1984 | Terminator                   | Terminator (T-101)                       |
| 1985 | Commando                     | John Matrix                              |
| 1987 | Predator                     | major Alan 'Dutch' Schaeffer             |
| 1988 | Dvojčka                      | dvojček Julius                           |
| 1990 | Popolni spomin               | Douglas Quaid/Hauser                     |
| 1990 | Policaj iz vrtca             | detektiv John Kimble                     |
| 1991 | Terminator 2: Sodni dan      | Terminator (T-800)                       |
| 1996 | Eraser                       | ameriški maršal John 'The Eraser' Kruger |
| 2003 | Terminator 3: Vstaja strojev | Terminator (T-850 Model 101)             |